# 6350 Schlüter
6350 Schlüter là một tiểu hành tinh vành đai chính với chu kỳ quỹ đạo là 2006.3515517 ngày (5.49 năm).
Nó được phát hiện ngày 17 tháng 10 năm 1960.